# Ernesto Pesce
Ernesto Pesce (n. Buenos Aires, Argentina; 4 de abril de 1943) es un artista plástico argentino que se destaca en las disciplinas del dibujo y el grabado, ha sido Gran premio Nacional de Grabado y Gran premio Nacional de Dibujo del Salón Nacional de Artes Plásticas y Primer Premio Municipal de Grabado.

## Biografía

### Familia
Su padre fue Ernesto Pesce (1907-1974), obrero gráfico; su madre, Catalina Pozzetti (1905-1994); y su hermana Irene Beatriz (1944).
Vivió su infancia y juventud en el barrio de Villa Urquiza.
Sus padres se conocen participando en el partido socialista.Se casan en 1942 y al año siguiente reciben en la familia a Ernesto.
Su bisabuelo paterno, Carlos Pesce (1837-1906), nace en Alessandria, Piamonte, Italia. Es, de profesión, artista pintor, realizó numerosos murales y decoraciones en las iglesias de Italia.
Su abuelo paterno, Eusebio Pesce (1871-1943), nace en Alessandria, llega como inmigrante a la Argentina en 1900.
Es, también, artista pintor. Realiza algunos trabajos como la decoración del cielorraso del edificio del Jockey Club que tuvo su sede en la calle Florida. Luego, por falta de trabajo artístico, crea una pequeña empresa de pintura de obra.

### Inicios de su carrera
En 1966 ingresa a la Universidad Tecnológica Nacional. Aprueba el examen de ingreso y cursa solamente unos meses. Finalmente se decide por estudiar en la Escuela de Bellas Artes Manuel Belgrano. A partir de ese momento, deja su profesión anterior vinculada a la actividad técnica y comienza una nueva etapa dedicada primordialmente a las artes plásticas. Después de concurrir a los cursos de dibujo de la Asociación Mutual de Estudiantes y Egresados de Bellas Artes, MEEBA, termina ejerciendo la docencia en los mismos talleres de está institución.
En 1968 abre su primer taller en el barrio de Flores, junto a Osvaldo Rodríguez, Pájaro López y Bastón Díaz.
En la Escuela de Bellas Artes Manuel Belgrano conoce a la pintora Eloísa Marticorena. Comienza a compartir el taller que Eloísa tenía en el barrio de la Boca, en Pedro de Mendoza al 1300.
Ese año se realizan muestras muy importantes en el Instituto Di Tella como las de Julio Le Parc, Líbero Badii y Antonio Berni. Hay mucho contraste entre lo que plantean esos artistas y la enseñanza en la escuela.
Estalla el Cordobazo. Desarrolla una activa militancia en las acciones políticas que se tienen lugar en el campo estudiantil.

### Premios importantes
Obtuvo numerosos premios a lo largo de su carrera, desde 1969 fue reconocido entre sus pares por sus destacadas producciones artísticas. Recibió en 2003 la Medalla de plata 4.ª Egyptian International Print Triennale-El Cairo -Egypt, en el año 2000 Premio Trabuco 2000, Academia Nacional de Bellas Artes, ese mismo año fue galardonado con la mención de Honor en Grabado Primer Premio Certamen Internacional de Arte "Goethe 99" Frankfurt am Main- Alemania.
Poseen obras de su autoría instituciones museísticas de Argentina y del mundo.